# Obróżkogwanowate
Obróżkogwanowate (Crotaphytidae) – rodzina jaszczurek z infrarzędu Iguania w obrębie rzędu łuskonośnych (Squamata), wcześniej zaliczana w randze podrodziny Crotaphytinae do legwanowatych (Iguanidae).

## Występowanie i biotop
Zamieszkują suche, kamieniste obszary południowych i centralnych Stanów Zjednoczonych oraz północny Meksyk.

## Charakterystyka
Rodzina obejmuje jaszczurki średnich rozmiarów (100–145 mm długości), o dużej głowie, długich nogach i długim ogonie. Prowadzą dzienny tryb życia. Żywią się bezkręgowcami i małymi kręgowcami. Wśród skał potrafią się poruszać na tylnych nogach. W obliczu zagrożenia wydają piskliwe dźwięki. Jajorodne. Samice składają jednorazowo 3–8 jaj.

## Systematyka
Do rodziny należą następujące rodzaje:
- Crotaphytus Holbrook, 1842
- Gambelia Baird, 1858